# Gottlieb Bade
Gottlieb Wilhelm Peter Bade, född 31 maj 1786 i Neu Kaliß i nuvarande Tyskland, död 11 maj 1848 i Leussow, Storhertigdömet Mecklenburg-Schwerin, var en tysk organist och lärare.

## Biografi
Gottlieb Bade föddes 1786 i Neu Kaliß och var son till en lärare. Han var från 1802 till 1803 assistens hos kyrkvaktmästaren i Hagenow och anställdes därefter som huslärare i Eldenburg. Bade blev 1808 lärarassistent till lärare i Leussow och från 1810 ordinarie lärare och organist i Leussow.
Bade var både en skicklig hantverkare och en begåvad musiker. Före anställningen i Leussow, vikarierande han för organisten i Dömitz och fick beröm både från präster och församling. Bade utvecklade instrumentet Monokord, som kom att användas i skolorna för musiklektioner på ett sådant sätt att undervisningsmetoden med det spreds vida omkring i Mecklenburg. Han skrev också 1826 läroboken "Die Melodien der Mecklenburgischen alten und neuen Kirchengesänge für das Monochord geordnet und herausgegeben" (Melodierna till de Mecklenburgska gamla och nya kyrkosångerna för Monokord arrangerade och publicerade). Läroboken kom senare att ersättas av Johann Wilhelm Matthias Wöhler lärobok.
Kyrkoherden Carl Georg Studemund publicerade 1822 boken "Antiphonieen, Chöre und Gebete zum kirchlichen Gebrauch und für das Monochord", där han nämner Badens monokord. Bade avled 1848 i Leussow.

### Familj
Bade gifte sig 6 juli 1808 i Leussow med Margaretha Catharina Dorothea Schlichting (1778–1841), dotter till kyrkvaktmästaren Johann Jacob Jochim Schlichting i Leussow.